# DuckTales (videogioco)
DuckTales, scritto anche Disney's DuckTales e pubblicato in Giappone con il titolo Wanpaku Dakku yume bōken (わんぱくダック夢冒険? lett. "L'avventura da sogno dei paperi impertinenti"), è un videogioco a piattaforme tratto dalla serie animata DuckTales - Avventure di paperi, realizzato da Capcom nel 1989 per Nintendo Entertainment System e nel 1990 per Game Boy.
Prodotto da alcuni elementi chiave dello staff responsabile della serie Mega Man, DuckTales ottenne un grande successo di pubblico e critica, e fu molto apprezzato per l'originale sistema di controllo, il gameplay non lineare, la veste grafica colorata, e la colonna sonora; per questi motivi, è spesso citato tra i migliori giochi disponibili per NES, apparendo in numerose liste inerenti all'argomento ed è stato soggetto di numerose copie e hack sia in cartucce bootleg per cloni del NES e anche come semplici rom hack disponibili online.
A questo primo episodio fece seguito DuckTales 2 del 1993.
Una versione rimasterizzata del titolo è stata distribuita nel 2013.

## Modalità di gioco
Il titolo è un videogioco a piattaforme a scorrimento orizzontale in cui si controlla zio Paperone, il quale dovrà attraversare diverse aree del pianeta in cerca di tesori.
A inizio partita, al giocatore è data la possibilità di scegliere tra cinque differenti livelli. La propria scelta potrà essere fatta selezionando uno di questi livelli da un mega schermo, presente nel quartier generale di zio Paperone a Paperopoli.
In ogni livello è presente Jet McQuack: parlando con lui, al giocatore viene data l'opportunità di tornare a Paperopoli e incassare il bottino accumulato durante l'esplorazione.

## Colonna sonora
La colonna sonora di DuckTales, composta da Hiroshige Tonomura, è stata spesso citata come una delle migliori dell'epoca 8-bit, e in particolare viene ricordato il brano "Moon Theme", tema principale del livello ambientato sulla luna (The Moon), definito da Polygon una delle migliori musiche a 8-bit della storia dei videogiochi, e da Geekparty la migliore in assoluto. Di seguito, la lista delle tracce che compongono l'intera colonna sonora del gioco:
1. Title
2. Land Select
3. The Amazon
4. Transylvania
5. Back to Duckburg
6. African Mines
7. The Himalayas
8. Invincible
9. The Moon ("Moon Theme")
10. Boss
11. Land Clear
12. Game Over
13. Transylvania -Bonus Prototype Version

## Accoglienza
DuckTales è stato un successo commerciale, con le versioni NES e Game Boy ha venduto circa 1,67 milioni e 1,43 milioni di copie nel mondo, rispettivamente, diventando uno dei titoli più venduti di Capcom per le rispettive piattaforme.
Fu accolto dalla critica con recensioni positive.
Electronic Gaming Monthly lodò la versione NES per il suo gameplay e la grafica colorata, definendola un ottimo esempio di grande game design. La rivista Mean Machines, parlando della difficoltà del titolo, lo definì una sfida veramente tosta, e premiò il gioco con un voto di 90/100. Nintendo Power definì la versione per Game Boy un'ottima trasposizione dell'originale per NES. Inoltre, inserì la versione per NES alla posizione numero 13 nella lista dei più grandi giochi per quella console. Nel 2012, invece, piazzò il medesimo gioco alla posizione numero 44 nella lista dei "285 migliori giochi della storia".
Nel 2009, IGN lo posizionò decimo nella lista dei 100 più grandi giochi per NES. Official Nintendo Magazine lo inserì alla posizione numero 85 nella lista dei 100 migliori giochi Nintendo, e nono nella lista dei migliori 10 titoli per NES, stilata nel 2013. Nel 2010, fu inserito da 1UP.com alla posizione numero 9 dei "25 migliori giochi per NES". Nel 2012, GamesRadar lo inserì alla posizione numero 12 nella lista dei migliori giochi per NES.

## Remake
Il 13 agosto 2013 Capcom ha distribuito il remake del gioco, sviluppato dalla WayForward Technologies e intitolato DuckTales: Remastered, aggiungendo anche nuovi livelli, migliorando la grafica e potenziando l'intelligenza di nemici e boss. Il gioco è uscito su PSN, Xbox Live, Wii U, Steam (PC) e Android, e successivamente anche iOS, Windows Phone, Windows Apps, Fire OS, tvOS. È un gioco in 3D a scorrimento orizzontale, con i personaggi principali bidimensionali all'interno di livelli 3D. Molti dei livelli originali sono stati riproposti con l'aggiunta di un livello iniziale aggiuntivo che funge da Tutorial per spiegare i comandi principali di gioco.